# South Esk (Nordsee)
Der South Esk ist ein Fluss in der schottischen Council Area Angus. Er entspringt in 960 m Höhe an den Hängen der Grampians unterhalb des 1012 Meter hohen Cairn Bannoch.

## Beschreibung
Etwa die erste Hälfte seines 79 km langen Laufes verläuft in südöstlicher Richtung. Etwa auf Höhe Kirriemuir, das der South Esk vier Kilometer nördlich passiert, dreht die Fließrichtung nach Osten. Er passiert Forfar fünf Kilometer nördlich, wird von der A90 gequert und erreicht Brechin. Bei Montrose, sechs Kilometer östlich von Brechin, weitet sich der South Esk zum Montrose Basin. Dieses unterhalb der Brücke der A92 in östlicher Richtung verlassend, mündet er einen Kilometer weiter in die Nordsee. Etwa fünf Kilometer nördlich befindet sich die Mündung des North Esk, der die Grenze zwischen Angus und Aberdeenshire bildet. Der South Esk nimmt auf seinem Lauf zahlreiche Bäche auf. Zu seinen Hauptzuflüssen zählt das Noran Water.

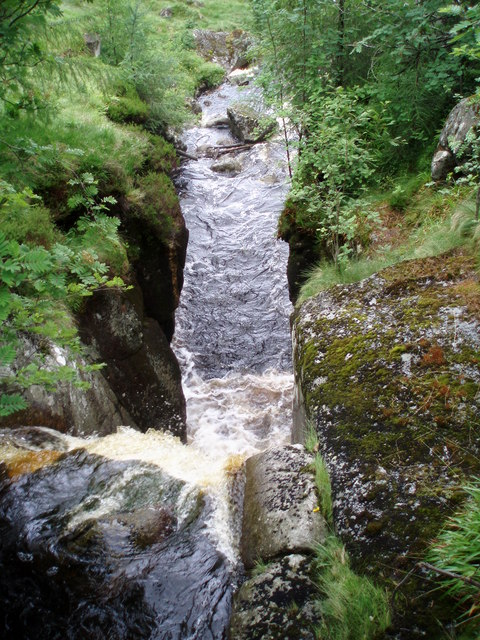
Oberlauf des South Esk
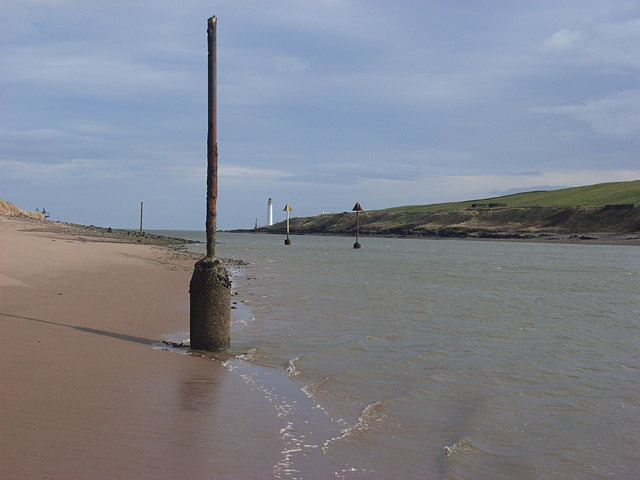
Mündung des South Esk